# James Bruce (podróżnik)
James Bruce (ur. 14 grudnia 1730 w Stirling, zm. 27 kwietnia 1794 tamże) – szkocki podróżnik i pisarz, który spędził ponad dwanaście lat podróżując po północnej Afryce i Etiopii.
W 1768 wyruszył na poszukiwanie źródeł Nilu Błękitnego. Zanim jednak udał się w podróż, został nominowany na konsula w Algierze, gdzie nauczył się języka arabskiego. Jednak kiedy w katastrofie morskiej utracił wszystkie przyrządy astronomiczne, chciał wycofać się z realizacji swych planów. Z pomocą Bruce'owi przyszedł francuski król Ludwik XV, który wysłał mu skrzynię z najnowocześniejszymi instrumentami służącymi do badań naukowych. Podobnie jak większość współczesnych mu badaczy Bruce uważał, że Nil Błękitny jest głównym nurtem, a Nil Biały uznał za mało znaczący dopływ. Dlatego na teren poszukiwań wybrał Etiopię, dokąd dotarł z Egiptu, udając się najpierw na wybrzeże Morza Czerwonego w Al-Kusajr, skąd popłynął do Massaui i pojechał dalej drogą lądową do ówczesnej stolicy Etiopii Gondaru, położonego na wysokości 2200 m n.p.m. W Gondarze negus posiadał wspaniały pałac wzniesiony przez Portugalczyków. Dzięki swej wiedzy medycznej Bruce stał się ulubieńcem cesarza i otrzymał od niego jako lenno jezioro górskie. W 1770 odkrył źródło Nilu błękitnego, którym okazało się jezioro Tana, jednak nie był pierwszym Europejczykiem, który tam przebywał, bo już w 1613 jezuita Pedro Páez odnalazł to miejsce po dziesięcioletnich poszukiwaniach. W swych relacjach z podróży zawartych w pięciu tomach książki pt. Podróże w celu odkrycia źródeł Nilu Błękitnego 1768–1773 wydanej w 1790 w Edynburgu pisze o swojej służbie w armii cesarza jako oficer, który okrył się chwałą w bojach, i o szczęśliwych chwilach, jakie spędził na dworze matki cesarza. Ostatecznie Bruce uciekł z Etiopii przez Nubię w kierunku Assuanu ścigany przez wysłanników cesarskich. W rodzinnej Szkocji nikt nie chciał uwierzyć jego relacjom, ale okazuje się, że były bardzo wiarygodne i aż pod koniec XIX stulecia nie straciły na aktualności barwne opisy etiopskiego społeczeństwa. Książka tego szkockiego podróżnika oskarżana niesłusznie o blagierstwo wzbudziła w Europie zainteresowanie Afryką. Kilka rysunków z podróży zaprezentował królowi Jerzemu III. Mieszczą się dziś one w królewskiej kolekcji w zamku Windsor.
W 1768 odwiedził Teby, w Dolinie Królów otworzył wejście do grobowca KV11.